# Beka Bujiashvili
Beka Bujiashvili (in georgiano ბექა ბუჯიაშვილი?; Gori, 3 luglio 1993) è un lottatore georgiano, specializzato nella lotta libera, vincitore della medaglia di bronzo agli europei di Budapest 2022.

## Palmarès
| Anno | Manifestazione  | Sede      | Evento | Risultato | Note |
| ---- | --------------- | --------- | ------ | --------- | ---- |
| 2009 | Europei cadetti | Zrenjanin | 42 kg  | 7º        |      |
| 2012 | Mondiali junior | Pattaya   | 50 kg  | 14º       |      |
| 2013 | Europei junior  | Skopje    | 55 kg  | 7º        |      |
| 2013 | Mondiali junior | Sofia     | 55 kg  | Bronzo    |      |
| 2021 | Europei         | Varsavia  | 57 kg  | 8º        |      |
| 2022 | Europei         | Budapest  | 57 kg  | Bronzo    |      |